# Rhaphidura
Genre
Le genre Rhaphidura comprend 2 espèces de Martinets, l'une d'Afrique subsaharienne et l'autre du Sud-Est asiatique.

## Liste des espèces
D'après la classification de référence (version 2.2, 2009) du Congrès ornithologique international (ordre phylogénique) :
- Rhaphidura leucopygialis (Blyth, 1849) — Martinet leucopyge
- Rhaphidura sabini (J. E. Gray, 1829) — Martinet de Sabine